# Shervin Hajipour
Shervin Hajipour oder Scherwin Hadschipur (persisch شروین‎ حاجی‌پور, DMG Šervīn Hāǧīpūr; * 3. März 1997 in Bābolsar), kurz Shervin, ist ein iranischer Musiker. Er ist Komponist, Musikredakteur und Singer-Songwriter. Weltweit bekannt wurde er durch sein Protestlied Baraye.

## Staatliche Repression
Hajipour wurde am 29. September 2022 von iranischen Repressionsorganen festgenommen, nachdem er zwei Tage davor das Protestlied Baraye (persisch برای, DMG barāye, barā-ye, ‚für, zu, wegen‘) veröffentlicht hatte, in dem er Unterstützung für die Protestwelle nach dem Tod von Jina Mahsa Amini ausdrückte.
Das Lied Baraye, das von verschiedenen Journalisten als „Hymne der Protestwelle“ angesehen wird, wurde auf Instagram mehr als 40 Millionen Mal aufgerufen und verbreitete sich auch auf anderen Social-Media-Plattformen, bevor es im Rahmen seiner Festnahme entfernt wurde. Am 4. Oktober 2022 wurde Hajipour gegen Kaution aus der Haft entlassen.

## Reaktionen auf Festnahme
- Auf das Lied der Rock- und Popgruppe Blurred Vision Hey Ayatollah Leave Those Kids Alone aus dem Jahr 2010 anspielend, das eine Zeile aus dem Pink Floyd Lied Another Brick in the Wall benutzt, schrieb Roger Waters im September 2022 in einem Tweet „Hey Ayatollah, let the children alone!“[10]
- Murat Boz veröffentlichte auf seiner Instagram-Seite das Video von Shervins Protestlied „Für…“ und schrieb in der Unterschrift: „Es heißt, Shervin sei verhaftet worden, weil er ein Lied über die Freiheit der Menschen im Iran geschrieben hat. Nicht zu fassen. Ich hoffe, dass meinem Kollegen während seiner Haft nichts Schlimmes zustoßen und er sofort freigelassen wird.“[11]
- Am 9. Oktober 2022 veröffentlichte Ben Salomo eine deutsche Coverversion von Baraye mit dem Titel Ich träume. Die Version wurde innerhalb von zwei Tagen über eine Million Mal auf Instagram aufgerufen.[12][13]
- Bei den Grammy Awards 2023 wurde Baraye  in der neu geschaffenen Kategorie Best Song For Social Change ausgezeichnet.[14]

## Haft-Urteil 2024
Am 5. März 2024 hieß es in einer Deutschlandfunk-Nachricht: „Shervin Hajipour hatte auf Instagram erklärt, dass er unter anderem wegen Propaganda gegen die Islamische Republik zu drei Jahren und acht Monaten Haft und einer zweijährigen Ausreisesperre verurteilt wurde.“

## Fassungen vonBaraye
Baraye wurde von iranischen und nicht iranischen Künstlern, Sängern und Tänzern außerhalb von Iran aufgenommen und in der Originalsprache, wie auch in Übersetzungen, aufgeführt. Es folgen einige der Aufführungen in alphabetischer Reihenfolge.

### Conversionen
- Amanda Tüz und Avîn Awat;[16] auf Spanisch und Persisch
- Azam Ali & Loga Ramin Torkian[17] zusammen mit Hamed Nikpay, Mamak Khadem, Arash Avin, Mahsa Ghassemi; auf Persisch
- Ben Salomo;[18] auf Deutsch; Ben Salomo sang seinen eigenen Text „Ich träume“ zur Musik von Hadschipur
- Carola;[19] auf Schwedisch
- Elena Marco;[20] auf Deutsch
- Erwin (Karmandan);[21] mix mit dem Lied von Hadschipur
- Golshifteh Farahani auf Einladung von Coldplay;[22] auf Persisch; Konzert in Buenos Aires, Argentinien, Ende Okt. 2022
- Lisa Wahlandt & Martin Kälberer;[23] auf Deutsch
- Maîtrise Chalonnaise Saint Charles[24], ein französisches Kinder- und Jugendchor; auf Persisch, 2. Nov. 2022
- Manuela Dumfart;[25] auf Persisch; eine Opernversion
- Pegah Moshir Pour und Drusilla Foer[26] auf Italienisch; auf dem Sanremo-Festival, 9. Feb. 2023, Drusilla Foer rezitiert den Text und Pegah Moshir Pour ergänzt ihn mit Erläuterungen
- Rana Mansour;[27] auf Englisch; auch im Finale vom „The Voice of Germany“ Wettbewerb[28][29]
- Shelley Segal;[30] auf Englisch, 2022
- Sogand, Iranian singer;[31] auf Persisch, Konzert in Köln, Nov. 2022

### Tanz und Pantomime
- eine Gruppe von Künstlerinnen und Aktivisten in Sydney mit den Namen: Mariam, Razi, Saide, Mahsa, Romina, Linda in Zusammenarbeit mit Amir Karami und Behzad Montazeri[32] streetart, Pantomime
- Dance Company 058;[33] Pantomime einer niederländischen Tanzkompanie
- Ensemble Shiraz;[34] Tanz mit berühmten Videoclipen aus den Protesten im Iran, 2022
- Navak Dance Ensemble;[35] Tanz

## Diskografie

### Singles (Auswahl)
- 2019: Shayad Behesht
- 2021: Bahar Oomad
- 2021: Engheza
- 2022: Ba'de Ma
- 2022: Roozaye Khoob
- 2022: Bimeye Omr
- 2022: Boodi Bara Man
- 2022: Miboosamet
- 2022: Be Donya Nemidamesh
- 2022: Cheshmato Beband
- 2022: Baraye
- 2024: Ashghal
- 2024: Shabooneh